# Berdeniella nevadensis
Berdeniella nevadensis är en tvåvingeart som beskrevs av Vaillant 1976. Berdeniella nevadensis ingår i släktet Berdeniella och familjen fjärilsmyggor. Inga underarter finns listade i Catalogue of Life.